# Памятник мамонту в селе Кулешовка
Памятник мамонту в селе Кулешовка — чугунный памятник в селе Кулешовка (укр. Кулішівка) Недригайловского района Сумской области Украины, воздвигнутый в 1841 году на месте находки костей мамонта.

## Описание памятника
Первый памятник мамонту был воздвигнут в 1841 году на окраине села Кулешовка на берегу реки Хрусть (приток Сулы). Он был установлен в честь хорошо сохранившихся скелетов двух мамонтов, впервые обнаруженных в 1839 году профессором Харьковского университета Иваном Иосифовичем Калиниченко. Кости были переданы в зоологических кабинет Харьковского университета. Калиниченко впоследствии руководил организацией сооружения памятника. По форме памятник представляет усечённую четырёхстороннюю пирамиду из чугуна высотой три метра. Памятник стоит на кирпичном фундаменте площадью 120 м2. На сооружение фундамента было использовано 60 тыс. кирпичей. На чугунном пьедестале памятника изображён скелет мамонта. На гранях пирамиды высечены надписи о истории находки костей мамонта, так и самого села Кулешовки. Долгое время был единственным в мире памятником мамонту.
В 2007 году был признан одним из «Семи чудес Сумщины» и выдвинут на конкурс «Семь чудес Украины», но в семерку лучших не попал.